# Sepänsaari (ö i Kymmenedalen, Kotka-Fredrikshamn, lat 60,61, long 26,59)
Sepänsaari är en ö i Finland. Den ligger i vattendraget Pitkä-Kymi och i kommunen Pyttis i den ekonomiska regionen  Kotka-Fredrikshamn  och landskapet Kymmenedalen, i den södra delen av landet, 100 km nordost om huvudstaden Helsingfors. Öns area är 15 hektar och dess största längd är 0,9 kilometer i sydväst-nordöstlig riktning.